# لوییجی گالوانی
لوییجی گالوانی (به انگلیسی: Luigi Aloisio Galvani)، پزشک، فیزیک‌دان، زیست‌شناس و فیلسوف سرشناس ایتالیایی قرن هجدهم (۱۷۳۷ تا ۱۷۹۸) بود. او کشف کرد که اگر جرقه یا شوک الکتریکی به ماهیچه قورباغهٔ مرده داده شود، ماهیچه جمع می‌شود. او همچنین کشف کرد ماهیچه‌ها و سلول‌های عصبی الکتریسیته تولید می‌کنند. او از پایه‌گذاران زایمان مدرن است.
او کسی بود که الکتریسیته جانوران یا گالوانیسم را کشف کرد.

## زندگی
او در بولونیای ایتالیا زاده شد. پدرش زرگر، و مادرش همسر چهارم پدرش بود. خانواده‌اش اشرافی نبود، اما آن‌ها می‌توانستند هزینهٔ تحصیل در دانشگاه را، دست کم برای یکی از پسران خود، بپردازند. گالوانی در ۱۵ سالگی می‌خواست به کلیسا رفته، به کارهای دینی بپردازد، اما پدر و مادرش او را راضی کردند که چنین نکند. در حدود ۱۷۵۵، گالوانی وارد دانشکده هنر دانشگاه بولونیا شد.
او پس از تحصیل در پزشکی، استاد دانشگاه بولونیا شد.

## کارهای علمی
او در سال ۱۷۸۰ در آزمایش‌هایی با پای قورباغه پی برد که اگر پتانسیل الکتریکی به پای قورباغه مرده بدهد پاهایش جمع می‌شوند؛ و به این ترتیب، و تقریباً تصادفی، بیو الکتریسیته را کشف کرد. او همچنین کشف کرد که پاها در نبود پتانسیل الکتریکی، که به وسیلهٔ بطری لیدن تولید می‌شد، نیز ممکن است جمع شوند. او نتیجه گرفت که نوع دیگری الکتریسیته هم در کار است.